# スレドネコリムスク

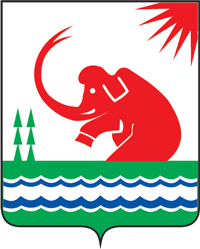
マンモスをあしらったスレドネコリムスクの紋章

スレドネコリムスク (Srednekolymsk、サハ語: Орто Халыма、ロシア語: Среднеколы́мск）は、ロシアのサハ共和国北東部にある都市である。ヤクーツクの北東1,485キロメートルに位置する。人口は3,587人（2002年国勢調査）、1989年の国勢調査では4,489人であった。

## 地勢
コリマ川の中流、川が北極海沿いの低地に出るあたりの左岸に位置し、アンクディンカ川が合流し町を2つに分けている。6-10月に運航可能なコリマ川水系を往来する船舶のための港や、サハ共和国の首都ヤクーツクなどへ飛ぶ空港がある。現在の産業は、食品製造、燃料備蓄、毛皮動物や家畜（ウシ、ウマ、トナカイ等）の飼育、川での漁業など。

## 歴史
1643年または1644年に、コサックによってヤルマンカの砦と集落が築かれ、1775年にスレドネコリムスクと改名されたうえで町が創立され、コリマ川地方の中心となった。この地方は毛皮の産地であった一方で、極寒の流刑地でもあり、デカブリストの乱の関係者らもこの町に流刑された。19世紀末、スレドネコリムスクには500人あまりが住み、147軒の家、22のテント、12の商店、木造の教会、教会学校と小さな病院があった。住民は漁業や鳥の狩猟、毛皮の採取、キノコや木の実の採集を行い生活していた。
1917年のロシア革命以降に起きたロシア内戦では、この地域は当初白軍が支配したが、1923年に赤軍が制圧し、ソビエト連邦の一部であるヤクート・ソビエト社会主義自治共和国に属した。1930年にはスレドネコムリスク地区（ラヨン）が置かれ、コリマ川の水運拠点として整備が進められ、ソ連統治時代に人口は増加した。
1990年のロシア共和国による主権国家宣言や1991年のソビエト連邦の崩壊を経て、1992年からスレドネコムリスクはロシア連邦に加盟するサハ共和国の町（都市型集落）となった。同時期の経済混乱の中、スレドネコムリスクの人口は減少したが、近年ではほぼ横ばいという結果がロシアの国勢調査により示されている。

## スレドネコムリスク時間
2014年7月22日にロシア連邦のウラジーミル・プーチン大統領が法案に署名し、同年10月26日よりロシアの時間帯が変更された際、スレドネコムリスクを含むサハ共和国の東部や、サハリン州の北クリル管区（千島列島・計吐夷島以北）において協定世界時（UTC）より11時間早い標準時（UTC+11）時間帯が設定され、この町の名前にちなんでスレドネコリムスク時間（ロシア第10標準時）と命名された。ロシアの首都モスクワよりは8時間早い時間帯である。しかし2016年4月24日にマガダン州の時間帯が変更された際にそれまで廃止されていたマガダン時間が復活しスレドネコムリスク時間は廃止された。

## 気候
| スレドネコリムスクの気候                          | スレドネコリムスクの気候 | スレドネコリムスクの気候 | スレドネコリムスクの気候 | スレドネコリムスクの気候 | スレドネコリムスクの気候 | スレドネコリムスクの気候 | スレドネコリムスクの気候 | スレドネコリムスクの気候 | スレドネコリムスクの気候 | スレドネコリムスクの気候 | スレドネコリムスクの気候 | スレドネコリムスクの気候 | スレドネコリムスクの気候 |
| 月                                                | 1月                      | 2月                      | 3月                      | 4月                      | 5月                      | 6月                      | 7月                      | 8月                      | 9月                      | 10月                     | 11月                     | 12月                     | 年                       |
| ------------------------------------------------- | ------------------------ | ------------------------ | ------------------------ | ------------------------ | ------------------------ | ------------------------ | ------------------------ | ------------------------ | ------------------------ | ------------------------ | ------------------------ | ------------------------ | ------------------------ |
| 最高気温記録 °C （°F）                            | −5.8 (21.6)              | −14 (7)                  | 2.3 (36.1)               | 12.2 (54)                | 28.4 (83.1)              | 33.5 (92.3)              | 36.0 (96.8)              | 38.0 (100.4)             | 24.9 (76.8)              | 12.7 (54.9)              | −1.2 (29.8)              | −8 (18)                  | 38.0 (100.4)             |
| 平均最高気温 °C （°F）                            | −34.4 (−29.9)            | −30.9 (−23.6)            | −20.5 (−4.9)             | −8.2 (17.2)              | 4.3 (39.7)               | 16.4 (61.5)              | 18.9 (66)                | 14.8 (58.6)              | 7.1 (44.8)               | −7.9 (17.8)              | −23.8 (−10.8)            | −31.7 (−25.1)            | −8 (18)                  |
| 日平均気温 °C （°F）                              | −37.9 (−36.2)            | −34.8 (−30.6)            | −26.7 (−16.1)            | −15.3 (4.5)              | −1.1 (30)                | 11.2 (52.2)              | 13.9 (57)                | 10.1 (50.2)              | 3.2 (37.8)               | −11.1 (12)               | −27.2 (−17)              | −35.1 (−31.2)            | −12.6 (9.3)              |
| 平均最低気温 °C （°F）                            | −41.4 (−42.5)            | −38.7 (−37.7)            | −32.9 (−27.2)            | −22.4 (−8.3)             | −6.4 (20.5)              | 5.9 (42.6)               | 8.8 (47.8)               | 5.4 (41.7)               | −0.8 (30.6)              | −14.3 (6.3)              | −30.5 (−22.9)            | −38.5 (−37.3)            | −17.1 (1.2)              |
| 最低気温記録 °C （°F）                            | −59 (−74)                | −60 (−76)                | −54 (−65)                | −51 (−60)                | −30 (−22)                | −11 (12)                 | −2 (28)                  | −6 (21)                  | −13 (9)                  | −36 (−33)                | −49 (−56)                | −58 (−72)                | −60 (−76)                |
| 降水量 mm （inch）                                | 13 (0.51)                | 9 (0.35)                 | 7 (0.28)                 | 6 (0.24)                 | 8 (0.31)                 | 25 (0.98)                | 32 (1.26)                | 27 (1.06)                | 17 (0.67)                | 16 (0.63)                | 15 (0.59)                | 13 (0.51)                | 188 (7.39)               |
| 出典：Worldwide Bioclimatic Classification System |                          |                          |                          |                          |                          |                          |                          |                          |                          |                          |                          |                          |                          |